# レッドサン ブラッククロス
『レッドサン ブラッククロス』（Red Sun Black Cross、略称RSBC）とは、アドテクノスから発売されたボードシミュレーションゲーム、及びそれをもとにした佐藤大輔による架空戦記小説。原案・高梨俊一、開発・佐藤大輔、福田誠ほか。
日米が第二次世界大戦に参加しなかった世界で、日独がインド亜大陸を主戦場に第三次世界大戦を行うという設定。続編として『リターン トゥ ヨーロッパ』『エスコート フリート』がある。タイトルの元ネタはアメリカ合衆国のSPI社製で、ホビージャパンから日本語訳付きで発売もされた仮想第三次世界大戦ボードウォーゲーム『レッドスター・ホワイトスター』。

## 概要

### ゲーム版
1985年に発売。二・二六事件から歴史改変を行い、日独伊三国防共協定が成立していない状況での世界大戦、という視点から製作されたウォー・シミュレーションゲームが『レッドサン ブラッククロス』である。アメリカ合衆国はモンロー主義に縛られて介入せず、中近東からインド周辺までの地域で日本とナチス・ドイツの戦力が激突するという従来に無い斬新な設定は多くのファンを獲得した。

### 小説版
小説版『レッドサン ブラッククロス』は佐藤の代表作の一つである。題名、および日独による第三次世界大戦というアイデアは高梨俊一によるものであり、佐藤自身が著作内で度々明言している。しかし、執筆にあたって考証が大幅に見直され、ゲーム版では歴史改変の出発点が二・二六事件だったのに対し、日露戦争まで遡って改変が始められている。小説版で描かれる時代の特徴としては、世界最大の工業力を有するアメリカが、カナダ東部を策源地とするナチス・ドイツの侵攻を受けて大戦に巻き込まれ、その結果、陸戦の舞台がゲーム版のインド亜大陸から北米大陸となり、それに呼応して戦場も世界各地に広がるよう変更され、展開は大きく異なる（詳細は下記の歴史等を参照）。
『仮想・太平洋戦史 戦艦大和夜襲命令』（徳間文庫、1991年刊行の天山ブックス『逆転・太平洋戦史(2)もしもあの作戦を決行していたら!?』の加筆改題版）所収の「＜レッドサン・ブラッククロス外伝＞戦艦フリードリヒヲ撃沈セヨ」はゲーム版の設定に準拠し、佐藤は、今後手掛ける「レッドサン」作品は、必ずしもゲーム版と同じ仮想世界を用いない旨を表明している。
佐藤はゲームデザイナー時代、『レッドサン ブラッククロス』の成功後、別の仮想戦ゲームである『北海道共和国』とその続編『ニイタカヤマノボレ』で、より大規模な歴史改変設定（亡命した榎本武揚ら旧蝦夷共和国首脳部により、日本皇室とハワイ王室との婚姻工作が進められ、米国によるハワイ併合が回避される）を行った経験がある。その際「世界史で発生した重要事件がすべからく日本に機会をもたらすように改変されねばならない。また（プレイヤーがそれを信憑性のあるものと認識できるように）現実の歴史と限りなく類似したものでなければならない。」と述べている。小説版の設定考証に当ってもこの指針が貫かれ、トライアングル・アロウ事件など、背景の似た事件は発生するものの、顛末が日本側および日本社会に有利な形で逆様となっている出来事が多くある。
また、改変のスタイルにも注意が払われ、アクの強い人物はそれに相応しい改変が、大正期以後の日本の政治機構のように主体性が期待出来ない集団には状況に押し流される、事故や災害を利用し漸進的に小失敗を重ねて変化させていくような改変を多用するといったように、改変後の流れだけではなく改変自体も不自然さを感じさせないように工夫が凝らされ、後に『レッドサン ブラッククロス密書』でも指摘されている（こうした工夫は他の国家に施された改変においても同様である）。このことで、目に付き易い物質面以外のリアリティにも注意が払われている。
また、日露戦争の帰趨のように詳細が語られていない改変も多く、ドイツの英本土への侵攻戦のようにシリーズが進んだ後で描写されることがある。佐藤はかつて『SDFシリーズ』という連作ゲームの予告記事において各作品の発売に時間差がつくことを利用して、資料収集の時間を稼ぎ、設定の修正を行なう（大意）と書いており、本シリーズのような最初から長期連載を計画した作品においても同様の方針で臨んでいることを『レッドサン ブラッククロス密書』で窺わせている。
本編が11冊、その他多くのエピソード、設定資料等が刊行され、佐藤大輔の作品では最も綿密な広がりをもった作品となっていたが、本編は2000年以来新作が途絶え、2017年3月22日に佐藤が死去したため、本作は絶筆となってしまった。第1巻の初版刊行は1993年に徳間書店からされており、以後、再版等も行われたが途中で出版社が中央公論新社に移行したり、10年以上の時間が経過したりした事で、一部の巻については入手が困難であった。
2021年現在、中央公論新社から本編を再編集した単行本「レッドサンブラッククロスI」「レッドサンブラッククロスII」「レッドサンブラッククロスIII」と、過去に発表された短編全27篇をまとめた「レッドサンブラッククロス全短篇」が刊行されている。

## 歴史

### 第二次世界大戦後まで

#### 日本
日露戦争終盤、日本海軍は日本海海戦に勝利し、アジア大陸では日本陸軍は疲弊しながらも辛うじて優勢を保っていたが、（史実では行われなかった）ロシア陸軍最後の反撃によって限界に達して敗走。遼東半島を除く全ての占領地を失って停戦を迎えた。朝鮮半島の権益すら保持を許される状況ではなく、イギリスに譲渡した。このため歴史学でしばしば話題となるアメリカの鉄道王エドワード・ヘンリー・ハリマンが提案した東清鉄道の共同経営案（桂・ハリマン協定）は上記の事情により最初から存在の余地が無くなっており、作中紀伝体で描かれる歴史的経緯にも一切登場しない。従って、日露戦争の結果を操作してはいても、アメリカと接近する余地は乏しいような改変となっている。
大陸進出を諦めざるを得なくなった日本では、敗北した陸軍の政治的影響力が低下し、海軍と親英米派が国政を主導する（ただし日英同盟と米国は後に貿易摩擦で対立を深める）。貿易立国、海洋国家となることを選択した日本は、史実では植民地経営に投じられた資金や人材を国内に投じ、産業の近代化に専念した。やがて全世界へ（武器を含む）優れた工業製品を輸出するようになり、二度の世界大戦を経て、1930～1940年代に「日本の奇跡」と呼ばれる高度経済成長を達成する。第二次世界大戦では敗退したイギリスを中東などで支援したものの、第三次世界大戦勃発まで大規模紛争に総力を挙げて介入した経験がなく、戦歴の無い若者が戦う事になる。
第二次世界大戦の結果、多くの植民地では事実上の宗主国を失って独立運動が激化し、日本はそれらの国にあらゆる製品を売りさばいている。これは実質的に日本（および英国）のシーパワーを背景とする市場の拡張であり、経済大国へ至る最終段階では内需と大陸権益のみで発達したのではなく、外需の面でこのような重要な背景が存在しており、史実の高度経済成長に近い描写を無理なく成立させている。また、アメリカ合衆国との関係は悪化してはいるものの、日米通商航海条約が破棄されるような決定的段階には至っておらず、内政においては制度の模倣さえ議論されている。また、第三次世界大戦関連の戦時経済運営も発展に寄与したととれる記述も外伝等に存在する。
政治的には日露戦争で大敗して本土防衛に任務を限定された陸軍は政治的影響力が低く、貿易立国方針と日英同盟の継続から海軍では英米派の影響力が大きい状態で推移していた。この状況を逆転させ、社会的矛盾を解消することを名目に日本国内には陸軍を中心に親独勢力が浸透していたが、第二次世界大戦終盤の1943年、軍の若手将校によるクーデター計画「トライアングル・アロウ」が発覚。この事件を切っ掛けに国政の壟断を狙っていた陸海軍の将校は一掃された。事件を重く見た政府の働きかけにより明治憲法が一部改正され、天皇は軍に対する統帥権を内閣および統合軍令本部に委任し、このことにより軍政における近代化をほぼ達成した。この結果、第三次大戦時の日本は史実の「戦前と戦後がミックスされたキメラのような」状態（『レッドサンブラッククロス密書』による表現）となる。これらの変化から、技術や生活水準、価値観等で、同時代の史実の太平洋戦争前後の日本の常識は通用しない部分が多い（ただし、豊かになっているとは言え、史実の戦後日本の世界観と全ての面で一致しているわけでもない）。
貿易立国、海洋国家という描写が目立つ一方、他の佐藤作品と同様、日露戦争に直接の関連が無い台湾についての記載が佐藤の手による本文では一切ない（『密書』には大山格の手になる陸軍編制の変遷が掲載されており、そこには「朝鮮軍」「関東軍」等はないものの「台湾軍」は存在している。そもそも立地面で農業生産のポテンシャルが高緯度の満州などより高く、史実において早い段階で製糖業等で利益を生み出し、シーレーンやイギリスが深く介入した中国大陸との連絡に関わる要地でもある台湾が、日露戦争の結果手放される必然性は低い。なお在日華僑の娘と結婚した予備役海軍士官は登場する。）。
また、『侵攻作戦パシフィックストーム』ほどではないにせよ経済力の拡大を狙って第一次世界大戦に協力し、日英同盟が継続している世界であり、より好条件で太平洋の旧ドイツ帝国植民地（南洋諸島だけではなくニューギニア周辺にも存在する）の分割を行った可能性もあるが、統治範囲の記述や顛末についても記載が無い。

#### ドイツ
第二次世界大戦においてアメリカの参戦がなかったこと、重要人物の生死が史実と異なった結果、海軍と空軍が適切に指揮されたことによりバトル・オブ・ブリテン、ライン演習に相当するローレライ作戦などの前哨戦で大きな成果を上げ、1940年にはイギリス本土を占領。翌1941年春にはバルバロッサ作戦で独ソ戦を始め、1942年秋には首都モスクワを陥落させた。ヨシフ・スターリンが失脚したソヴィエト連邦と休戦を結び、ウラル山脈より西側の全ヨーロッパを勢力圏として、1943年に国号を「大ドイツ帝国」に改称した（「ソヴィエト・ロシア」の項目も参照）。こうして第二次世界大戦は終わり、経済的要請から大量の動員も解除される。徳間文庫版の第1巻に載る1947年1月現在の世界勢力分布地図（p.18-19）では、デンマーク、ノルウェー、イギリス、ベネルクス三国、ポーランド、スイス、チェコスロバキア、ハンガリー、ギリシア、ソ連のウラル山脈以西、北アフリカの東部（エジプト、リビア、チュニジア）等が「大ドイツ帝国領域」となっている。
しかし侵略主義はとどまる所を知らず、総統アドルフ・ヒトラーは次に北米に狙いを定める。第三次世界大戦前の進出にはヴィシー・フランス、ポルトガルの国際的な立場が利用された。まず大西洋上のポルトガル領アゾレス諸島に軍事拠点を設け、続いて1944年、フランス軍を先に立ててカナダ沖のミクロン島をイギリスより奪還。1945年にはカナダ東部ケベック州のフランス系カナダ人住民にクーデターを起こさせ、これを支援するとの名目でフランス軍と共にケベックへ進駐する。これらの行為は米独不干渉協定には一切違反しておらず、ポルトガル以上にドイツ軍事力の北米展開に重要な役割を果たした。1945年春には「赤の場合II」作戦を発動し、1947年にかけて80万人の兵力を北米に送り込んでカナダ東部を幅200キロメートルにわたり占領した。
この時点でドイツの侵攻は一旦停止し、以後1948年まで合衆国侵攻作戦を成立させる為の人材と資源の集結を行なっている。1947年には侵攻作戦が予備研究から本格的な戦争計画・準備に引き上げが図られている。英国を含む全欧の造船能力を使用可能になっていること、合衆国との貿易が赤字であるらしいこと、3年の時間を使っている事から作戦実施に際してかなりしっかりした兵站を築いたことが窺える。反面、人種主義に代表されるナチ化政策により占領地の経済は疲弊している。ケベック侵攻でフランス人のプライドをくすぐってみたり、あるいは勢力圏下の地域対立を利用したりして分断統治策に苦心しているものの、十分な解決策とはなっていないという描写が多い。独裁者を頂点とする国家社会主義を推し進めた為、自由世界に比較し様々な面で遅れも見せ始めている。

#### 英連邦
1巻等の記述によると日露戦争後に日本とより緊密な同盟関係を結び朝鮮半島、中国大陸へ深くコミットしていく。ロシアは拡張に失敗した場合に別の地域で拡張策を図っており、日本の代わりに英国が立ちはだかった為インドに向け南下を図ろうとするが、外交的な策を重ねる事でインドの安全も担保する。また、大陸への深入りは英日関係の強化、英米対立の激化の双方を加速している。
第一次世界大戦は史実に近い国際関係により幕を開けるものの、戦後の対独債務問題に加えて中国の門戸開放問題が加わり、ワシントン会議での四カ国条約も成立せず、日英対米という図式が完成。カナダへ連邦軍を増派し、ロンドン軍縮会議ではカナダ駐兵問題も争点となる（会議は不成立に終わる）。こうして英国は合衆国との政治的・経済的対立を深めていった。
結果、第二次世界大戦はアメリカとの対立から単独でドイツと戦わざるを得ず、1940年秋、ドイツ軍がグレートブリテン島に上陸し、その本土を失う。英国政府は執務機能、王室、軍の残存戦力、科学者・軍事技術者から文化財、戸籍簿までも含む大規模な海外疎開作戦「ダンケルク」を強行し、カナダとオーストラリアへ脱出した。以後、日本との関係が逆転し、対日依存を深めていく。当然軍事力にも大きな打撃を受けているが、かなりの規模の戦力を残しており、カナダでの抗戦以外にも無制限潜水艦作戦と特殊部隊による破壊工作を続けている。他に強力な指導力を発揮できる者がいない事から、ウィンストン・チャーチルが引続き首相を務めている。

#### アメリカ合衆国
日露戦争後、大陸問題は史実では日本が他の勢力を追い出して権益を独占しようとする構図だったが、こちらでは日英が協力してパイを分け合っている中国大陸にアメリカが門戸開放を迫る図式になっている。第一次世界大戦後の対独債務問題の記述ではドーズ案の説明が無い（ドーズは陸軍に入隊しており、戦場に送られて戦死するような改変が行われた可能性もある）。その後、ワシントン体制でも外交的に敗北し、カナダ駐兵問題で陸続きの隣国を仮想敵と受け止めたことを通じ連鎖的に関係は悪化していく。この対立の結果、米国内では新大陸（南北アメリカ）の権益を防衛するための孤立主義（モンロー主義）が幅を利かせていく。
ローズヴェルト大統領はこれを改めようとしたが、ニュー・ディール政策に失敗。「民主主義の兵器廠」を宣言するものの、民主主義国である英日との対立で政治的正当性に大きな矛盾を抱えており、支持を広げる事は出来なかった。1940年の選挙は上記のように史実より強化された孤立主義勢力に軍配が上がり、共和党のウィルキーが当選してドイツとの不干渉協定を結び、更に中立法をドイツには甘く適用しそれ以外の勢力に対しては強化した。軍の予算は削減され、代わりに民生予算が拡大された。しかし1940年代に入っても不況解決の糸口を見つけることが難しく、ドイツとの貿易拡大により第三次世界大戦前にようやく景気回復の兆しを見せていた。このため、ドイツに対し外交的に強く出られなくなっていた。また、軍事的には史実の第二次世界大戦時に比べて弱体であり、カナダ東部を制圧した独軍80万人に軍事的に対抗できない状態で、撤兵を求めてドイツと対立する。大陸利権をカギに外交的に孤立し、正義の正当性に疑念が抱かれ、国家が破綻に至るプロセスは史実日本や民主国家の長期政権が陥りがちなレームダックをモチーフにした（あるいはババを引かされた）面もあると考えられる。

#### ソヴィエト・ロシア
ドイツとの開戦経緯は二通り描かれ、バルバロッサ作戦に始まるドイツの侵攻、もしくは英本土の占領を見て「次の獲物は自分だ」という正しい確信を抱いたことによる対独先制攻撃（1941年6月25日）で、ドイツと戦う。大粛清のような史実同様の不利な要素に加えてレンドリースが一切無かったこと、ドイツ攻略部隊300万人をポーランドで殲滅されたこと、史実とは異なり1941年末の戦線をバルト三国やベラルーシ、ウクライナで迎え、深刻な敗北を喫しなかったドイツ国防軍上層部がヒトラーの干渉を受けなかったこと（更にドイツが有力な策源地であるウクライナを史実以上に周到に反ロシア感情をたきつける事で利用されたと思われる記述がある）が後に影響し、1942年もしくは1943年に首都モスクワを占領される。スターリンは指導を続けるつもりだったが若手将校のクーデターにより暗殺され、ロシアの復活が宣言された。
スターリンはヒトラーにより立派な墓を造られて手厚く葬られているとされる。この記述はクーデター自体にもドイツの関与を疑わせるものだが細部の経緯はまだ書かれていない（単なる分断統治の便法の可能性もある）。ロシアはヨーロッパロシア等をドイツに奪われてウラル山脈の東側に軍を撤退させ、ゲリラ的な抵抗を続けている。動員を解除したドイツは一部のドイツ軍・武装親衛隊（武装SS）と欧州各国の同盟国軍部隊を貼り付けて掃討を行なっており、ロシアは小競り合いを日常的に繰り返している。各巻添付地図では「ウラル戦線」「ロシア（反独中立）」と記述されている。本編での主戦場ではない為記述量は多くないが、ソ連敗戦までの様々な事件やスターリンの最後と言った要所に、史実からの引証や東部戦線ゲームの頻出設定が多く見て取れる。

#### フランス
政府が降伏に調印した後はドイツの属国（ヴィシー・フランス）と化したが、欧州周辺から敵対勢力が追い払われてしまった為、史実のようにドイツによる全土の占領には至っていない。各地にある海外植民地がどのような旗色を示しているのか、全てが明らかになっている訳ではないが、添付地図ではアルジェリアやシリアは（史実と異なりイギリス軍がエジプトから撤退に追い込まれた影響もあってか）ヴィシー政権寄りとなっている。史実の仏領のうちマダガスカルは日英の支配領域、ラオスとカンボジアは日英寄り中立国、ベトナムは内戦中と表記されている。
第二次世界大戦後、ミクロン島はイギリスに占領された後にドイツの北米進出の口実に利用される形で復帰。1945年、ドイツの演出したケベックでのクーデターにより、形式的にはケベックを帰属に治める。全土が占領されなかった為、艦隊が自沈する事も無く、逆に軍備の増強が行なわれている描写もある。第三次世界大戦では主要戦闘にかなりの艦隊を投入し、パナマ運河地帯にはフランス外人部隊が派遣されている。また、陸軍もウラル戦線や日英米側との激戦地に投入されている。総じて佐藤からは馬鹿にされる描写しか受けていないが、大戦で果たしている役割は東アメリカを除けばドイツに次ぐものがある。一方でド・ゴール率いる自由フランスも日英側に残存しているが、実権は無いようである。

#### その他の国々
添付地図で「ドイツの同盟国、ドイツ寄り中立国」と記載されているのはフランスやイタリアと両国が中東や北・東アフリカに持つ植民地のほかアイルランド、イタリア、スペイン、ポルトガル、ユーゴスラビア、アルバニア、ルーマニア、ブルガリア、トルコ、イラン等である。フィンランドはソ連との国境線は残されているものの国土が冬戦争で失った旧領土だけでなくコラ半島なども含むよう色塗りされている。イタリアは東洋艦隊を編成し、インド洋で参戦することになる。そのため軍が本編にも登場しているが、重油など戦略物資が提供されているにもかかわらず、不安定な国内基盤の影響からかその状態は余り良好ではない。ポルトガルは自国植民地をドイツの軍事活動に差し出す事で、北米への橋頭堡確保、緒戦の舞台の提供という地味だが重要な役回りを果たしている。
中国大陸は中華民国と中華人民共和国が割拠し、共に列強の支援を受けて内戦を繰り返しており、日英は中華民国側である。イギリスが日本の代役を果たしているこの世界では、蔣介石をはじめとする中国民衆の憎しみは専らイギリスに向けられる筈だが、大陸が本編の舞台となっていないことから、そうした記述はまだ見られない。日本国は中華民国側に、ソ連は中華人民共和国側に、それぞれ軍事顧問団（実質的戦闘部隊）を派遣し、陸戦兵器の性能向上を競い合っていた。満州地域の状況は不明だが、上記の経緯から満州国は当然ながら存在していない。
インドは日英寄り中立国だが、ポルトガル領ゴアはドイツ軍に利用されている。イスラエルは英国・ドイツのユダヤ人政策の隙を突く形で建国に成功。以後は日英に接近し、ヨーロッパから亡命したユダヤ系物理学者が日本の原子力開発に協力しているほか、第三次世界大戦末期の大西洋では、イスラエルの駆逐艦が船団護衛に参加している。
中南米諸国は、米軍が駐留していたパナマ運河地帯、キューバのグアンタナモ米軍基地が後に独軍の侵攻や日英米軍の反攻対象として戦場になる。他の諸国は国民、指導層共に日英側の支持勢力とドイツ側の支持勢力が錯綜して混沌とした状況にあり、日英とドイツが活発な外交工作や謀略を行っている。その他の地域、諸国は詳しい説明がないため不明であるが、これだけの設定を積み重ねた事自体が類種のアイデアで書かれた作品との大きく異なる特徴ともなっている。

### 第三次世界大戦勃発
1948年5月13日、ドイツ北米総軍はカナダのケベック州からオンタリオ州へ、そして合衆国へと侵攻。同時に首都ワシントンD.C.と大西洋艦隊の根拠地があるノーフォーク軍港へ反応兵器を搭載したA10中距離弾道弾を撃ち込んだ。これによりウィルキー大統領を始めとした政府首脳陣が死亡した他、ドイツ北米艦隊を阻止すべき大西洋艦隊も大打撃を被り、混乱のうちに北アメリカ東部は蹂躪され、ドイツに占領される。まだドイツ軍が到達していない地域も合衆国からの離脱を宣言する州が相次ぎ、合衆国は崩壊していく。
政治的な鈍さ故、第二次世界大戦ではほとんど対英支援を行えなかった日本も今度は本格的に参戦。後顧の憂いを断つために、まずインド洋で通商破壊戦を行っていたドイツ水上部隊さらに増援として派遣されたイタリア艦隊を撃破、ドイツ艦隊の拠点となっていたゴアを爆撃し、紅海の出口にあるソコトラ島を苦戦しつつも占領した。しかしドイツのUボート部隊「アヴェンジャー」はパナマ運河から太平洋に進入し、日本からカナダへ向かう輸送船団「タイフーン」と死闘を繰り広げる（『死戦の太平洋』1-2）。
1948年秋、ドイツ軍は第二段作戦を開始し、アメリカ合衆国南部の油田地帯を制圧して中西部も席巻。抗戦する残存の合衆国に対しては止めの一撃として、冬に西海岸の主要都市サンフランシスコ、ロサンゼルス、サンディエゴに対し反応兵器搭載のA11弾道弾による攻撃を行った。これにより合衆国首脳は日英との同盟を決断する。そして、1949年、パナマにて中南米諸国による「臨時汎米会議」が開かれる中、日英米同盟軍とドイツ軍はパナマ運河を巡る争奪戦に向けて軍を動かしつつあった。
本編はここまでで中断しているが、冒頭や外伝では、大西洋で優位を確立した日英米枢軸軍が英本土奪回作戦を企図してアイスランドに上陸船団を集結する段階や、アイスランドの枢軸軍輸送船団と戦略爆撃機基地を撃滅すべくドイツ海軍が実施した艦隊決戦「北ノ暴風」作戦、東西に分断されたアメリカを舞台とした第四次世界大戦、その後にドイツが民主化されて日独が和解した世界も描かれる。

### その後
日英と米国はパナマ運河地帯を占領する一方で同盟関係となり、「ジャングロ・アクシス」と呼ばれる（日本語では「枢軸」。対するドイツ側は多くの属国を同盟国として「連合」を名乗っており、史実とねじれが生じている）。次いでキューバのグァンタナモ湾に進出し、激しい消耗戦を経てカリブ海を制圧する。ドイツは支配下のアメリカ合衆国諸州にプロパガンダを広め、日英と手を結んだ西部残存諸州への近親憎悪を煽り、合衆国国民は精神的にも引き裂かれていく。
日本本土も、ドイツの潜水艦から発射された巡航ミサイルで広島市、長崎市が核攻撃を受けるが、1950年には日本の統合航空軍がアイスランドやポートサイド（エジプト）からドイツ本土への戦略爆撃を行うようになり、日本も水素爆弾（融合弾）を含む核爆弾（作中の表現では「反応兵器」）の開発に成功して報復能力を得ており、ドイツは核ミサイルによるアイスランド攻撃を断念。日本は北海などの制海権を掌握して、ドイツ本土に接近しての艦砲射撃や航空母艦艦載機で戦略爆撃機によるベルリン空襲の護衛を行えるほど優勢となる。だがヨーロッパ大陸への上陸作戦は実行される事なく、ヒトラーの死を切っ掛けに休戦を迎えた（英本土がどうなったかは不明）。
アメリカ合衆国はミシシッピ川流域などで東西に分断されたまま西アメリカ、東アメリカの2つの国家となり、40年近く続く日独冷戦の最前線となる。日英米は「太平洋条約機構」を、ドイツ側は「大欧州統合条約機構」（GETTO）を組織している。両陣営は互いに激しい諜報活動や世論工作を行っている。日英米側は世界の制海権は握っているものの、現実の東西冷戦期の西側諸国ほど自由世界は優勢ではない（ただし日本の国際的影響力は史実の戦後日本より遥かに大きい）。1980年代には中曽根政権が登場して対独強硬政策をとり、1990年には第四次世界大戦が起こる。反応兵器こそ使われなかったが、燃料気化爆弾他の大量破壊兵器の使用により北米各地は再び甚大な被害を受けた。
第三次大戦後の日独冷戦期以降を舞台とする作品も多くあり、日本は女性参政権の付与など更に民主化が進み軍事面を除いて概ね史実の日本国のような体制となっている。ある程度は反軍的な思想も拡大したようだが、皇室の権威がより強く残されていると思われる記述もある。
最終的にドイツ帝国の経済的破綻によって日独対立は終結。しかし、東アメリカが人種差別主義を捨てて自由世界と歩調を合わせる事は無かった。その後、日英は独を加えて新しい同盟関係を構築するが、東西アメリカは双方のコントロールから外れ、独自の反応兵器戦力を持ってにらみ合いを続けていく。作品世界で時系列上新しいものは、2065年のエピソードで、人類は協調して恒久的な月面基地を運営している（「宇宙英雄ヴァルター・ケーニヒ」）。

## 兵器

### 日本

#### 陸軍 / 海軍陸戦隊
日露戦争後、陸軍の役目は本土防衛に限定された。そのため第三次世界大戦まで史実のような大規模な海外派兵がなされることはなかったが、武器輸出の「お得意様」であった中国国民党には軍事顧問団が送られて共産軍との実戦を行っている。共産軍がソ連製戦車を装備していたため、強力な戦車を開発する必要に迫られた。また、国力の伸長に伴い近代化が図られ、開戦の頃には自動車化が進んで師団から馬匹が消えており、兵の扱いも人間的なものに改善が進んでいる。
- 一式中戦車改 / 特三式内火艇

第三次世界大戦序盤の主力戦車。第二次世界大戦中に実用化された一式中戦車の武装強化型で、ソ連製T-34とその後継型に対抗するために開発された。
一式57mm戦車砲から榴弾砲転用の三式75mm戦車砲に換装しており、一部は前面装甲も強化されている。
主機は栄21型のデチューンモデルのままで未変更。攻防共に性能面はV号中戦車パンテル各型には及ばないため、苦戦を強いられた。
- 一式中戦車改II / 八式中戦車

一式中戦車改の再改装型。七式中戦車の不足を補完するために開発された。
高初速の八式75mm戦車砲に再換装され、全車両の前面装甲が強化されている。
パンテルIIに対してある程度対抗する事が可能となった。
- 七式中戦車

第三次世界大戦中盤以降の主力戦車。MBTの第一世代。
戦車師団や軍直轄部隊用の重戦車（ハ号計画での便宜的な呼称で、分類上はあくまでも中戦車）として計画された。
計画当初、仮想敵はソ連の重戦車を想定していたが、ソ連崩壊後はV号中戦車パンテル及びその改良型に変更された。
既成熟成技術を生かし、技術的冒険は極力回避して開発された本車は、日ソ戦車開発競争の教訓を受けて、
長期間の運用が可能なよう十分な冗長性が確保されている（懸架装置は60トン近くまでの重量増に対応している）。
戦車砲には海軍砲転用の六式100mm戦車砲、主機にはマーリンVIIの改造型が採用されている。
量産型は北米戦線に投入された試作型（CR-3）の戦訓により、前面装甲が強化された（30mm程度増強可能とされている）。パンテルIIを圧倒できる火力、ある程度の距離では8.8 cm砲を難なく弾く重装甲を誇る。
また、作品中ではまだ登場していないが、鋳造砲塔とFCSを採用した改良型や車台を転用した駆逐戦車が存在する。
- 十式中戦車

七式中戦車の後継として開発された主力戦車。
総重量は60トンと非常に重く、防御力や機動力等は七式中戦車を遥かに上回っている。
攻撃力も翼安定式徹甲弾や穿甲榴弾の採用によりVII号重戦車レーヴェIを容易に撃破する程強化された。
- 十式中戦車改

十式中戦車の武装強化型。
VII号重戦車レーヴェIIやIX号重戦車ドラッヘンに対抗するため、海軍の五式六〇口径127ミリ両用砲を改造した戦車砲に換装している。
戦車砲の大口径化に伴う装填速度低下への対策として、半自動装填装置も導入された。
- 二式重戦車改

試製二式重戦車の改装型。
主砲はFLAK36原型の九九式高射砲を基にした二式88mm戦車砲（45口径）で、一式47mm戦車砲を副砲として搭載している。
元々はソ連のT-34やKV-1に対抗するために開発された重戦車で、ハ号計画により一般師団用の突撃戦車に小改正されている。
第三次世界大戦勃発によって七式中戦車とともに急遽量産が開始された。後に不要と判明した副砲は廃止され、前面装甲鈑の傾斜化や強化が行われた。
- 四八式中戦車改二型

第四次世界大戦開戦時の日本陸軍の主力戦車。
角錐形に近い砲塔には127ミリ滑腔砲を備えており、総重量は車体も含めると60トン近くに達した。
- 六式対戦車自走砲
- 九式対戦車自走砲
- 六式十糎自走榴弾砲

一式中戦車の車台に十糎榴弾砲を搭載した自走砲。
- 一式装軌式兵員輸送車
- 揚陸艦
  - 神州丸級揚陸艦
    - 神州丸

#### 海軍
- 全般

八八艦隊計画が史実より早く進捗し、第一次世界大戦時に既に外洋海軍への脱皮を図るような記述が見られる。軍縮条約の過程等多くの変化はあるものの、以後は史実の1920年代の米英のように等閑に等しい状態で補助艦を段階的に整備していったらしく、1930年代末までは基本的に現実の日本海軍と類似した道を辿る。
しかし、日本の経済力伸長と欧州地域で暗雲が立ちこめていた為1930年代末頃から本格的な外洋海軍化を進め、1940年代には対独戦備10ヵ年計画（通称「九九九艦隊計画」）を推進、大規模な拡張と巨大な後方支援能力を獲得する。大分県大神に巨大な海軍工廠も新設された。この流れの中、第二次世界大戦の戦訓から海上護衛能力も大幅に強化されるが、第三次世界大戦で要求された能力は戦前の準備を遥かに超えるものであった。一方で航空兵力は1944年に統合航空軍が設立された際に陸上機部隊が移管されており、現実の戦後アメリカ海軍のように艦載機が主体である。一方、海兵隊に相当する陸戦隊は手元に残り師団化された上、陸軍並の装備で近代化されている。
指揮情報能力も拡大され、霞ヶ関の他、大井町、横須賀等に各種インフラを建設。多数の人員が勤務し、各艦艇に戦闘指揮所が設けられ始めている。
- 兵器体系

総力戦を経験せず過ごしてきた影響から大型艦に対して海軍航空隊の能力を実証する事も無く、史実よりも遅い1944年に戦艦が主力装備から外されている。しかし、日独双方が近接信管などの新しい兵器システムを実用化し、対空砲火の能力が大幅に向上していること、ドイツが大量の戦艦を建造・獲得したことにより、第三次世界大戦時にも多数が運用されている。対艦ミサイルが実用化し、大戦が終結する1950年代初頭まで戦没艦を除く多数が現役に留まっている。
「装甲巡洋艦」という艦種が登場するが、その寸法や主力兵装は史実の超甲型巡洋艦計画や福井静夫の述懐とほぼ一致する。ただし運用目的は当初の水雷夜襲の指揮及び支援から多目的化している。史実では装甲巡洋艦は、1920年代以降は過去のものとなった古い艦種名である。この古い艦種名が作中で使われている理由は、語られていない（史実では第二次世界大戦当時に、帆船時代のフリゲートやコルベットといった古い艦種名が、別の性格の艦に付与されて復活したという例はある）。
航空機とレーダーの発達に伴って艦隊決戦用途の魚雷装備は衰退の一途を辿り、外洋海軍化による海上護衛の重視に伴い対潜兵器は充実している。65口径10cm高角砲は両用砲と位置付けが変更され、後継の60口径12.7cm砲もそのようになっている。第二次世界大戦初頭よりボフォース社の40mm機銃が採用され、英国救援に派遣された「金剛」にも搭載されているが、後継の機関砲開発は行わず、第三次世界大戦末期まで使用され続ける。
国力の増大と技術の進歩に伴い電波・音響誘導兵器が発達しており、対潜音響爆雷や誘導魚雷が登場している他、空対空ミサイルや艦対艦ミサイル、空対艦ミサイル、遠方から発射できる分離式の誘導航空魚雷、艦対空ミサイルの使用が確認されている。
核開発にも着手し、開戦時には反応動力潜水艦を建造するに至る。
- 戦艦
  - 金剛級戦艦：「比叡」以外はいずれも練習艦として運用されている。1947年の観艦式には全艦が参加している。
    - 比叡：新装備のテストベッドとして幾度かの改装により、排水量は就役直後のほぼ2倍となり、原型を留めぬ程になっている（史実でも大和型戦艦の艦橋のテストベッドにはなった）。金剛級の中でも唯一現役艦艇として配備が続けられており、遣印艦隊第10戦隊の旗艦としてインド洋に派遣されるも、第一次インド洋海戦においてドイツ艦隊の戦艦「フリードリヒ・デア・グロッセ」の砲撃により轟沈。

  - 扶桑級戦艦：九九九艦隊計画から漏れており、描写もないことから除籍されている可能性が高い。
  - 伊勢級戦艦：九九九艦隊計画から漏れており、描写もないことから除籍されている可能性が高い。
  - 長門級戦艦：史実より就役時期が早まっている可能性があり、防禦設計と条約交渉に影響している可能性もある。また加賀級が就役しているため主砲塔交換の改装等が異なっている（別の廃棄艦から移設すると言ったような）可能性が高い。
    - 長門：1950年のニューヨーク沖海戦でドイツ北米艦隊と交戦。
    - 陸奥

  - 加賀級戦艦
    - 加賀
    - 土佐：1951年のベルファスト沖海戦に参加。

  - 高千穂級戦艦：全長242m(改装後258m)、基準排水量42,500t(45,500t)、主砲50口径41cm連装2基4連装2基12門(一番、四番は四連装、二番、三番は二連装)、副砲50口径15.2cm連装4基8門(改装後撤去)、両用砲65口径10cm連装4基8門(60口径12.7cm連装8基16門)、32.5kt(34.7kt)。特徴的な主砲配置を持つ。他の日本の40cm砲戦艦もそうだが正確には41cm砲であり、それもあって42cm砲を装備するH級との比較がなされたと考えられる。史実の艦ではなく、平田晋作による戦前の海洋冒険小説『新戦艦高千穂』に登場する同名の戦艦をモデルとしている。
    - 高千穂：ベルファスト沖海戦に参加。
    - 穂高:第3次大戦開戦時は遣印艦隊第10戦隊に所属、「フリードリヒ・デア・グロッセ」との交戦により中破。本土での修理を経て後にベルファスト沖海戦に参加。

  - 大和級戦艦：45口径46cm砲・三連装三基、計九門装備は史実と同じ。史実より全長が大きく285mに達し、機関も強力で速度を重視した設計。その分航続距離が犠牲になったが、これは油槽艦を随伴させて補う計画であった。実際には燃費の見積もり違いから十分な航続距離が得られた（史実の大和型戦艦は燃費の見積もり違いから、設計よりも航続距離が増し、むしろ過剰になった。その事実を裏返した設定）。
    - 大和：カリブ海での夜戦で沈没。
    - 武蔵：後に主砲を50口径46cm砲に換装。

  - 信濃級（改大和級）戦艦：大和級をベースに主砲を50口径46cm砲・三連装三基、計九門に変更した戦艦。建造途中でドイツのフォン・モルトケ級の情報に接したことから、主砲を50口径46cm砲に変更した。
    - 信濃：ベルファスト沖海戦に参加。
    - 甲斐：ベルファスト沖海戦には第1艦隊旗艦として参加。

  - 紀伊級戦艦：全長275m(285m?)、基準排水量81,000t、主砲50口径51cm連装3基6門、両用砲60口径12.7cm連装10基20門、27kt。速力が若干低く、速度不足が指摘された史実の大和型戦艦（ただし異論はある）と同様の欠点を抱えており、問題視される。
    - 紀伊: 尾張の戦線離脱後、遣印艦隊旗艦としてソコトラ島攻略作戦に参加。
    - 尾張：当初の遣印艦隊旗艦。ドイツ戦艦「フリードリヒ・デア・グロッセ」との戦闘により艦尾に重大な損傷を受け、第三砲塔を撤去、艦中央から艦尾に高角砲を多数装備した防空戦艦に生まれ変わった。

  - 播磨級戦艦：全長380m、全幅67m、基準排水量217,000t、主砲55口径56cm砲三連装4基12門、最大速力34.6kt。55口径56cm砲を装備した世界最大にして最後の戦艦。機関はCODLAG方式。その余りの巨艦故、艦長には大佐ではなく少将が任じられる。
    - 播磨：第三次世界大戦終盤、ニューヨーク沖海戦でドイツ北米艦隊と交戦し、宿敵ともいえる「フォン・ヒンデンブルグ」を撃沈する。なお、佐藤大輔の短編「晴れた日はイーグルにのって」では同名の艦が登場、ドイツ本土に艦砲射撃を行っている。
    - 能登、美濃：計画中止。

  - 試製T砲搭載戦艦：50口径61cmの主砲を装備した戦艦。計画中止。
    - 一二四七号艦：予定艦名・出雲
    - 一二四八号艦：予定艦名・讃岐

  - 試製S砲搭載戦艦：常備排水量420,000t、50口径66cmの主砲を装備した戦艦。計画中止。
    - 一四七二号艦：予定艦名・常陸
    - 一四七三号艦：予定艦名・上総
    - （なお、上記の４艦の予定艦名は天皇に承認されておらず、正式上は存在しない）

  - 仮称G号艦：私的な計画案のみ存在。
- 装甲巡洋艦
  - 白根級装甲巡洋艦：全長245m、基準排水量36,800t、主砲50口径30cm(31cm?)3連装3基9門、両用砲65口径10cm連装8基16門(49年度以降順次60口径12.7cmに換装)、33kt。当初は史実のB65型大型巡洋艦同様水雷夜襲の指揮及び支援を目的としたが、電探技術の発達による水雷夜襲戦術の無力化に伴い、再開されたZ計画（とりわけシャルンホルスト級）への対抗に目的を変更し、戦闘指揮所の新設や強力な個艦防空火力の付与などといった変更を加えて完成した。諸元は史実のB65型に近く、外観もB65型同様大和級戦艦に意図的に似せたものとなっている。
    - 白根、鞍馬、黒姫、大雪 :「白根」、「鞍馬」はインド洋にてイタリア艦隊と交戦、戦艦「リットリオ」を大破炎上させた。

  - 剣級装甲巡洋艦：前級より発展して36cm三連装三基搭載。防御力以外の実質的戦闘能力では、長門級戦艦を上回っているとされる。白根級同様、外観は大和級戦艦に意図的に似せたものとなっている。
    - 剣、日高、石鎚、羅臼
- 航空母艦
  - 祥鳳級航空母艦：軽空母、全長205m、基準排水量11,200t、常用27機、高角砲12cm連装4基8門、保式40mm連装4基、27kt。
    - 祥鳳、瑞鳳

  - 龍驤級航空母艦：軽空母
    - 龍驤

  - 天城級航空母艦：未成巡洋戦艦を改装。ジェット機を運用できる大きさに満たないため、第三次世界大戦では主として対地支援に用いられた。『レッドサン ブラッククロス密書』ではカンタニャックが、関東大震災が中規模の地震だった為に天城は横転せず進水したと推定している。しかし国力伸長により史実よりも建艦プロセスが早期に進捗した後にワシントン海軍軍縮条約が結ばれている為、震災以前に進水したか、別の船台ないし船渠で早期に進水した可能性が高い。1941年に退役、スクラップとなる予定だったものの、第二次世界大戦の勃発に伴い延期され、その後はしばらく練習空母として運用されたのち、対地支援機を搭載するに至った。大戦後期には対潜ヘリコプターなども搭載した。なお赤城は1950年に沈没。全長261m、基準排水量45,600t、常用63機、予備12機、高角砲65口径10cm連装8基16門、保式40mm連装16基(後32基)、31kt。
    - 天城、赤城

  - 飛龍級航空母艦：史実の飛龍、蒼龍より大型の2万5000トン級で、史実の翔鶴級に相当。九九九艦隊計画により改装され、ジェット機運用能力を付される。軽巡の「天龍」は除籍された可能性が高い。
    - 飛龍、蒼龍、雲龍、天龍

  - 翔鶴級航空母艦：九九九艦隊計画により建造された装甲空母。
    - 翔鶴、瑞鶴

  - 大鳳級航空母艦：九九九艦隊計画により建造された6万トンの大型空母。開戦時には「海鳳」が海上公試中だった。
    - 大鳳、海鳳、翔鳳

  - 飛鷹級航空母艦：九九九艦隊計画の改訂により追加建造された満載排水量60000tの大型空母。
    - 飛鷹、隼鷹、雲鷹

  - 葛城級航空母艦：第三次大戦末期に建造された基準排水量65000トンの大型空母で、大鳳級の改良型。ノルウェー沖海戦でドイツ機動部隊と交戦、これを撃破する。
    - 葛城、笠置、阿蘇、生駒

  - 海衛級航空母艦：護衛空母。護衛空母には城の名を付けている。
    - 海衛

  - 平戸級航空母艦：護衛空母。
    - 平戸

  - 安土級航空母艦：九九九艦隊計画によって大量建造された護衛（対潜）空母。全長172m、基準排水量17800t、常用27機、補用4機、65口径10cm連装2機、保式40mm連装4機、22kt。油圧カタパルトを装備。
    - 安土、末森

  - 飛天級反応動力推進航空母艦：1951年当時、ドイツ海軍が「噂以上のものではない」と思いつつ、計画の存在を推測していた反応動力推進航空母艦。「レッドサンブラッククロス秘録」にて、「巨大反応動力空母〈飛天〉ベルリンを叩け」という記述がある。
- 重巡洋艦：史実の日本で甲巡と呼ばれた艦種
  - 古鷹級重巡洋艦
    - 古鷹：第二次世界大戦時、中東で戦没。

  - 青葉級重巡洋艦
    - 青葉

  - 妙高級重巡洋艦:1944年の改装で雷装を廃し、高角砲を65口径10cm連装4基に強化している。
    - 妙高、那智、足柄、羽黒

  - 高雄級重巡洋艦
    - 高雄、愛宕、摩耶、鳥海

  - 最上級重巡洋艦
    - 最上、三隈、鈴谷、熊野

  - 利根級重巡洋艦
    - 利根、筑摩

  - 伊吹級重巡洋艦：外伝に排水量15000トンとの記述があり、史実の改鈴谷級とは基本仕様が異なる可能性がある。
    - 伊吹、筑波

  - 春日級重巡洋艦：計画中止、日本海軍が計画した最後の水上砲戦重巡。
  - 新高級防空重巡洋艦
    - 新高、白山、蔵王、乗鞍、五番艦（名称不明）

  - 須磨級防空巡洋艦：1951年のノルウェー沖海戦の防空戦闘で活躍した。
- 軽巡洋艦：史実の日本で乙・丙巡と呼ばれた（というより甲巡以外の）艦種
  - 長良級軽巡洋艦
    - 長良、五十鈴

  - 大淀級軽巡洋艦
    - 大淀、仁淀

  - 阿賀野級軽巡洋艦：排水量が8920トンで寸法やシルエットがそのままになっており、作者が改阿賀野型軽巡洋艦相当に設定しようとして書き間違えた可能性がある。改装前は最大仰角55°15.5cm連装4基(艦首3基艦尾1基)だったが、近代改装で最大仰角75°とし、更に3番砲塔は撤去され、7式散布爆雷発射装置2基を搭載。同時に両用砲が6式60口径12.7cm連装4基8門に強化されている。
    - 阿賀野
    - 能代：浦賀水道でドイツ潜水艦の攻撃を受ける。
    - 矢矧
    - 酒匂：ソコトラ島沖で戦艦ティルピッツの砲撃を受け損害を受けた。

  - 石狩級軽巡洋艦：5基の電探連動射撃式装置で高い防空能力を誇る空母直衛艦。初期建造艦(石狩、網走)と三番艦以降(十勝、天塩：十勝級とも呼ばれる)で仕様が異なる。全長195m(十勝級201m)、基準排水量12,100t(13,300t)、両用砲65口径10cm連装10基20門(60口径12.7cm連装10基)、35.7kt。主砲(両用砲)の配置が独特であり、艦首側の4基は1・2番が前方向き、3番が前方向きで1段高く4番は後ろ向きであり、5番から8番が艦橋構造物の左右に2基ずつ、9番10番は背負式に後方に向けて配置されている。
    - 石狩、網走、十勝、天塩

  - 千歳級軽巡洋艦：石狩級より量産性に注意が払われている。65口径10cm両用砲連装8基16門(艦の首尾線上に前後各4基)装備。新型砲への換装可能なように冗長性を持たされている。
    - 千歳
- 駆逐艦
  - 睦月級駆逐艦
  - 吹雪級駆逐艦:全長115m、基準排水量2250t、34.4kt。対空・対潜能力拡大方針により大幅な改装が施されており、雷装を廃した上で主砲は両用砲2基乃至3基に、保式40mm連装機銃4基、七式散布爆雷発射器1基、15cm対潜噴進砲1門、五式音響爆雷32発を備える。(艦毎に装備に差がある)
    - 初雪：ソコトラ上陸作戦で、海岸堡突入を狙うドイツ戦車隊と砲火を交えて阻止する。
    - 磯波

  - 陽炎級駆逐艦
    - 陽炎、黒潮、早潮、野分、清霜、高波

  - 島風級駆逐艦：4隻建造されている。なお、本作で夕雲級は確認されていない。史実との歴史的経緯の違い、特にこの世界で高圧缶は早期開発に成功しており、それにより直接移行した可能性もある。
    - 島風

  - 妙風級駆逐艦：基準排水量4600tを超える超大型駆逐艦。60口径12.7cm連装両用砲4基装備。パナマ侵攻作戦で初登場。
  - 松級護衛駆逐艦：第二次世界大戦末期から300隻以上が大量生産された船団護衛の主役。英連邦や合衆国、イスラエルにも供与される。史実の松型と排水量等に差異が見られる。中期型のデータで全長117m、基準排水量1842t、両用砲60口径12.7cm単装2基2門、保式40mm連装機銃7基、20mm連装2基単装7基、七式散布爆雷投射器1基、五式音響爆雷48発、27.6kt。
    - 松、竹、槙、楓、桜、楢

  - 秋月級防空駆逐艦
  - 冬月級防空駆逐艦：秋月級の拡大型(5000t級)。60口径12.7cm両用砲(『追撃の鉄十字』の記載では10cm砲)装備。『パナマ侵攻』に登場する改秋月級と同一艦種かどうかは不明。
  - 満月級防空駆逐艦：秋月級の拡大型(7000t級)。60口径12.7cm両用砲を6基12門装備。末期に登場している姿が描かれる。
    - 夕月

  - 太刀風級対空誘導弾搭載駆逐艦:ドイツの「北ノ暴風作戦」の迎撃（ノルウェー沖海戦）で本格的な実戦を初めて経験。誘導弾の動きはタロス（実在の艦対空ミサイル）に類似する。
- 揚陸艦：史実の特別輸送艦と異なり、史実の海上自衛隊の輸送艦のように半島名を付けられている。「ブルー・アイス」作戦にも使用されている。
  - 三浦級揚陸艦
    - 三浦、内浦
- 運送艦：各種描写から大量に就役していると考えられるが、具体的な級別は確認されていない。
- 輸送船：いずれも史実の戦時標準船より贅沢な仕様となっている。便宜的にここに記載しているが最初から海軍籍にあるのではなく、史実で見られたような助成金制度を用いて、平時から民間会社にある程度保有させている。
  - 戦時標準船I型
  - 戦時標準船II型
- 潜水艦
  - 亜 - 六反応動力潜水艦：『青の6号』にちなんだ命名。
  - 伊号七〇〇型（潜超）反応動力潜水艦
  - 特殊潜航艇
    - 甲標的庚型改：艦政本部派の開発した汎用型特殊潜航艇。部内通称、G型改。特殊部隊輸送用のG型改二も存在する。
    - 潜龍三型：軍令部派の開発した単用型特殊潜航艇。「海底戦闘機」と呼ばれるほどの高い運動性を持つ。
- 艦載機
  - 艦上戦闘機
    - A7M1 烈風：全長11m、全幅14m、30mm機関砲4門。日中戦争が無かったため恐らく雷電が存在せず、技術の向上もあり、1943年には部隊配備開始。
    - A7M3-N 烈風三三型 烈風改：出力2900馬力のエンジンに排気タービンを追加、最大で250kg爆弾x2搭載、最大速度700km/h。インド洋〜ソコトラ島を巡る戦闘において、日本機動部隊の主力として活躍。
    - A7M4 烈風四二型 烈風改II：ターボプロップエンジンに換装し二重反転プロペラを採用。武装は固定武装に変更無いが、兵装搭載量が2tに強化されている。最大速度745km/h。パイロット達からは「改二」または「天狗」と呼ばれている。機体の特性上、着陸時の事故が多発している。
    - 旋風：世界初の実用艦上ジェット戦闘機。陸上基地にも配備されている模様。胴体が史実のF-86セイバーに類似。
    - 十式艦上戦闘機：1950年末頃からの主力全天候型艦上戦闘機。

  - 艦上攻撃機
    - B7A4-J 流星:全長11.5m、全幅14.4m、出力2900馬力のエンジンに排気タービンを追加、30mm機関砲2門、12.7mm機銃1門、800kg爆弾または魚雷x1、最大速度630km/h。
    - 流星改：シルエット、運用思想が史実のスカイレーダーに類似する。
    - 流星改II:流星改を単座化、エンジンをターボプロップ化した繋ぎの機体。エンジン換装に伴い武装は翼下搭載方式に変更された。30mm機関砲4門(固定)、250kg爆弾12発または航空魚雷3本または噴進弾等合計最大3t。
    - B8A1 輝星:日本海軍初のジェット艦上攻撃機。
    - 輝星改:1951年当時の主力艦上攻撃機。

  - 偵察機
    - 九九式艦上電子偵察機：九九式艦上爆撃機を改装した機体。対潜哨戒に用いられる。

  - 回転翼機
    - 七式回転翼機：少人数の人員連絡輸送に用いられる小型のヘリコプター。機体横に2人分の寝具が搭載でき、負傷者の搬送に利用されたり、反応兵器の使用された都市への人員派遣にも使用されている。
- 飛行艇
  - 二式大艇：対潜哨戒用に改造された機体が登場。第三次世界大戦開戦前までに多数が民間に払い下げられている。
  - 七式大艇:川西製、全長38m、全幅48m、富嶽用のハ五四エンジン4基を推進式に備える。航続時間48h以上、500km/h以上。
- 艦対艦ミサイル
  - 十式対艦誘導弾：ロケットモーター推進の艦対艦ミサイル。誘導方式にはアクティブ・レーダー・ホーミングを採用しており、炸薬重量は800kgに及ぶ。1951年のベルファスト沖海戦で遣欧艦隊第一艦隊夜襲部隊が使用し、独仏合同艦隊に大損害を与えた。

#### 統合航空軍
トライアングルアロウ事件の余波で以前から提案されていた空軍創設案が採用されて誕生。陸海軍の陸上機部隊を統合したため統合航空軍と呼称している。大西瀧治郎や源田実など、現実に存在した空軍構想に縁のある人物が移籍し、仮階級制度や階級に基づかない飛行編隊の指揮官選定などの改革が行われている。
- 戦闘機
  - 震電改

震電のジェット化仕様。北米戦線ではドイツ軍から運動性を高く評価されていた。
  - A11N1 旭光
- 戦闘爆撃機
  - 三式戦闘機

飛燕であるが、川崎/ロールス・ロイス設計陣による日英協同開発によりロールス・ロイスマーリンエンジンを搭載し、吸気口にも工夫が凝らされ（ノースロップ社から盗んだとも言われる）、図ではバブルキャノピーとなっている。結果、現実に誤認されたP-51そっくりの機体として完成。史実よりもかなり性能は上回っている。
  - 五式戦闘爆撃機

第三次世界大戦序盤の主力戦闘爆撃機。前述の三式戦闘機が液冷エンジンを採用した事から、ジェット機の実用化までの繋ぎに過ぎない機体に新機軸を採用する事が問題視され、発動機を空冷エンジンに交換して開発された。機体構造も強化され、低空性能においては三式戦闘機に遜色ないとされるが、開戦時には既に陳腐化していた。
  - 八式戦闘爆撃機
  - 十式戦闘爆撃機
- 長距離重陸上攻撃機/戦略爆撃機
  - 連山
  - G10N1 富嶽

6発レシプロエンジンの重爆撃機として中島飛行機が総力を挙げて開発。元々高くなっている工業技術に加え、技術導入を図り、開発期間にも余裕があったため1946年に部隊配備を開始、開戦時には平均稼働率も向上を果たす。統合航空軍の主力戦略爆撃機。
  - G10N9 富嶽改

富嶽に「いっそ新規に設計した方が良い」とまで言われる程の大規模な改造を施した改良型。後退翼や翼端近くのジェットエンジンポッド等で最大速度、巡航速度、航続距離、爆弾搭載量の全てが向上しており、爆撃照準システムの改良で爆撃高度も上昇している。
  - O1M1 飛鳥

三菱が富嶽の後継を中島と争った際に提出した設計仕様機。エンジンは全てジェット化されており、性能は画期的だったが第三次世界大戦には事実上間に合わなかった。
  - O1M5d 飛鳥改

飛鳥の近代改良型。20世紀後半、ドイツも持て余すユーゴスラビア紛争の激化などを受け、地中海近傍での平和維持活動にも参加した。
- 警戒管制機
  - R4N2 九式長距離陸上警戒管制機三四型：一機で駆逐艦一隻分に達する高価な機体である。早期警戒管制機（AWACS）に相当する任務をこなす。

#### 航宙軍
- 宇宙戦艦
  - 大和：カリブ海で沈没した大和の名を受け継いだ宇宙戦艦。第四次世界大戦終結時、この種の宇宙艦は日本の宇宙戦艦「大和」およびドイツの軌道戦艦「フォン・ブラウン」の2隻しか世界に存在しなかった。

また、直接的な関連性は不明だが、短篇「晴れた日はイーグルにのって」で描かれた本作の世界では、統合航空軍の戦闘機として「八七式迎撃戦闘機三二型（三菱A24M3）」という双発ジェット戦闘機が第四次世界大戦に参加しているほか、「日産七四式赤外線空対空誘導弾改八型」という空対空ミサイルが同機に搭載された状態で登場する。
同様に関連性は不明だが、豪屋大介が世界観を借りる形で『A君(17)の戦争』の4巻で描いた本作の世界では、統合航空軍の主力戦略爆撃機として「轟天」という機体が登場するほか、六八式地対艦誘導弾、九七式アソルト・カービン、電磁パルス弾といった兵器・武器の存在が語られている。

### ドイツ

#### 陸軍

##### 戦車
- IV号戦車

二線級師団用の戦車。
1945年に登場したK型やJ型（史実と異なり、第三次世界大戦中に登場しているため、仕様の違う可能性がある）が存在する。
- M4(a) “シャーマン” 中戦車

ドイツ・北米総軍向けに占領下のアメリカで現地生産された戦車。
戦線の拡大によりパンテルIIの配備が追いつかなくなったため、M4中戦車を改修して誕生させた。主砲は53口径90mmが搭載され、既存の(つまりは合衆国軍が配備している元来どおりの)M4をアウトレンジで撃破できるだけの性能を有している。
ドイツ占領下の合衆国系大企業がデトロイトで生産を行い、大量に運用された。
- V号中戦車パンテル
- V号中戦車パンテルII

第三次世界大戦序盤のドイツ陸軍の主力戦車。主力戦闘戦車（MBT）の第一世代に属する。
車体防御力の強化を目論んだパンテルIIと砲力や砲塔防御力の強化を狙ったパンテルFの開発計画を一本化する事で誕生した。88mm砲搭載の装甲強化小型砲塔とE-50で構想された技術の採用により戦闘力は大幅に強化されたが、重量や測遠器の問題を引き起こした他、車内容積の狭小や機動力の低下を招いている。
1947年末に量産を開始したH型、砲塔装甲の強化と赤外線暗視装置の常備が行われたF1型（日英米枢軸軍はH2型と誤認）、エンジンが換装されたJ型のバリエーションが確認されている。
- VI号重戦車ティーゲルI

1942年に実戦投入された重戦車。その強力な武装と装甲で敵の戦線を突破する「破城槌」の役割が期待されており、8月のモスクワ前面の戦闘に投入されたが、重量過多による機関故障等々により、使用実績は散々なものとなった。
作中においては、「ドイツが守勢に回るという現実にはなかった事態」が起きていれば活躍したであろうと想像されている。
クンメルスドルフの試験場に保管されていた車両は、後にVII号重戦車へ搭載が予定されていた装備のテストに使用された。
- VI号重戦車ティーゲルII

ドイツ陸軍がソビエト連邦に侵攻した際に遭遇した、ソ連軍主力戦車のT-34に対抗するために計画された戦車の内の一つ。
モックアップの完成以前に、独ソ戦がドイツの勝利により決着がついてしまったため、1943年9月に開発中止となった。
- VII号重戦車レーヴェI

第三次世界大戦中に実用化されたドイツ陸軍の重戦車。
1946年にVK5875（Sdkfz194）として計画され、1947年にヒトラーの指示で開発に着手。開戦後に七式中戦車へ対抗可能な戦車の早期実用化が要求された結果、開発が本格化した。
128mm戦車砲を搭載しており、車体前面装甲厚は250mmを超えている。砲塔も重装甲で、代償として旋回速度が低く抑えられていた。
- VII号重戦車レーヴェII

レーヴェIを上回る性能を有する重戦車。
- VIII号中戦車レオパルド

V号中戦車パンテルに替わる主力中戦車として開発されている新型戦車。
試験中の車台の描写から史実のレオパルト1をイメージしていると見られる。
- IX号重戦車ドラッヘン

17cm戦車砲を装備した超重戦車。戦況の悪化から、移動トーチカとしての重戦車に価値が生じたために開発された。
機動力や機械的信頼性はかなり低い。
- X号戦車

名称のみが登場している詳細不明の戦車。
- XIII号C型重戦車ティーゲルV

第四次世界大戦勃発時のドイツ陸軍の主力戦車。
四八式中戦車改二型の主敵に想定されていた戦車で、車高は比較的高く、無線通信装置が充実している。砲塔は角型で、砲身は長い。
黄色を基調とした迷彩が施されており、また強い傾斜が与えられていた車体前面にはバルカンクロイツが描かれていた。

##### 戦車以外の装甲戦闘車両
- Sd Kfz 251：半装軌式装甲兵員輸送車
- ジェネット：全装軌式装甲兵員輸送車

アウト・ウニオン社製の全装軌式装甲兵員輸送車。
- IV号無反動砲戦車ツヴォドラッヘベア

IV号戦車の75mm戦車砲塔を、砲塔両側に砲外弾道遅延加速型75mm無反動砲を装着した30mm機関砲塔へ換装した車両。
- 駆逐戦車M4(a) ヤークト・シャーマン

M4(a)の90mm戦車砲塔を、露天型の80口径88mm砲に換装した車両。
事実上対戦車自走砲だが便宜上、駆逐戦車に分類されている。
- V号重突撃砲/重駆逐戦車 ヤークトパンテルII：

パンテルIIをベースにした車体に55口径128mm戦車砲を装備した重突撃砲/重駆逐戦車。
砲塔装甲も格段に強化されたが、重量増大により機動力や整備性が低下している。
ソコトラ島の戦いで運用され、日本軍が鹵獲したパンテルⅡを撃破している。
- VI号重突撃砲 エレファント/VI号重駆逐戦車 フェルディナント
- IV号対空戦車クーゲルブリッツ
- V号自走高射機関砲 ケーリアン：

パンテルIIの車体に37mm連装高射機関砲塔ないし55mm連装高射砲塔を装備した対空自走砲。
- II号10.5cm自走榴弾砲ヴェスペ
- Falter：

パンテルIIの車体を利用した自走軽榴弾砲。
- Brauling：

パンテルIIの車体を利用した自走重榴弾砲。
- V号対空射撃統制車モップス：

パンテルIIの車体にレーダー射撃統制システムを装備した車両。

##### ヘリコプター
- Fa223
- Fi282D：偵察用ヘリコプター
- Fa284

##### その他
- 28cm列車砲 レオポルド：ケベック州に持ち込まれており、第三次世界大戦当初の合衆国侵攻作戦において、合衆国本土にいる合衆国軍をロケット推進弾で長距離砲撃する。

#### 海軍
Z計画を再開し、水上艦艇の増勢を図っているが、日本に対して十分な状態ではないうちに開戦を迎えた。戦艦とUボートは比較的数が揃っているものの、空母と護衛艦艇が不足している。両大戦を通じて多数の米英艦艇を鹵獲しており、戦力の補完に役立てている。なお、イギリスが無制限潜水艦作戦を宣言し、カナダ侵攻などもあったため厳密な意味では海軍には休戦期間は無かったと思われる。第三次世界大戦中盤には北米艦隊壊滅の報復として、Uボートによる日本本土（広島、長崎）への戦術反応弾による攻撃が行なわれている。
- 戦艦
  - ビスマルク級戦艦:全長251m、基準排水量42,000t、主砲47口径38.1cm連装4基8門、副砲55口径15cm連装6基12門、30.8kt。第三次世界大戦開戦時には全艦第一次改装を完了しており、北米艦隊及び東方艦隊の有力艦艇として運用された。
    - ビスマルク：第三次世界大戦開戦時は北米艦隊に所属。1951年の「北ノ暴風」作戦には参加していないことから、その間に失われたと思われる。
    - ティルピッツ：第三次世界大戦開戦時には東方艦隊第7戦隊に所属、「北ノ暴風」作戦時には高海艦隊に所属。

  - フリードリヒ・デア・グロッセ級戦艦：全長282m、基準排水量63,000t、主砲49口径42cm連装4基8門、副砲55口径15cm連装6基12門、33.6kt。史実のH級戦艦がモデルであり、主砲に42cm砲を装備した型はH級戦艦の設計案の一つに存在する。艦名はフリードリヒ大王と彼が戦った戦場の名に由来する。
    - フリードリヒ・デア・グロッセ：第三次世界大戦開戦時には東方艦隊第7戦隊旗艦。第一次インド洋海戦において日本遣印艦隊第十戦隊と交戦し「比叡」を撃沈するが、その後の追撃戦により沈没。
    - ロスバッハ：第三次世界大戦開戦時から北米艦隊に所属し続け、ベルファスト沖海戦で沈没。
    - ツォルンドルフ：第三次世界大戦開戦時の所属は不明。ただ、1951年の「北ノ暴風」作戦には参加していないことから、その間に失われたと思われる。なお、当初艦名は「グロス・ドイッチュラント」とする予定だったが、装甲艦「ドイッチュラント」が艦名を「リュッツオウ」に変更したのと同様の理由（国の名を冠した艦は沈んだ際に縁起が悪い）で変更された。
    - クネルスドルフ：第三次世界大戦開戦時は北米艦隊に所属、「北ノ暴風」作戦時には高海艦隊に所属。

  - フォン・モルトケ級戦艦：全長308m、基準排水量83,300t、主砲49口径50.8cm連装4基8門、副砲55口径15cm連装6基12門、32.2kt。日本海軍の大和級、信濃級、紀伊級に対抗して建造された艦で、個艦レベルであればそのいずれをも撃破可能なだけの戦闘力を有していた。しかし、日本が本級の情報に接して信濃級の主砲を変更し、大和級にもそれに準じた改装を行ったことから思ったほどの戦力増加には繋がらなかったため、ドイツ海軍は当初4隻の建造予定だった本級を2隻の建造で打ち切り、より強力なフォン・ヒンデンブルグ級の建造にシフトした。なお、艦名はいずれも第一次大戦時のドイツ帝国陸軍参謀総長に由来するが、ヒトラーによる参謀本部への嫌味ではないかという説が濃厚である。
    - フォン・モルトケ：ニューヨーク沖海戦時は北米艦隊に所属。ニューヨーク沖海戦における「フォン・ヒンデンブルグ」撃沈後は北米艦隊旗艦となり、「北ノ暴風」作戦に参加。北米艦隊とフランス海軍艦隊が合流して編成された独仏合同艦隊を指揮したが、ベルファスト沖海戦で日本第一艦隊に対し一発の主砲弾も放つことなく第一艦隊戦艦部隊の砲撃により轟沈した。
    - フォン・ファルケンハイン:「北ノ暴風」作戦時、高海艦隊旗艦として参加。

  - フォン・ヒンデンブルグ級戦艦：全長350m、基準排水量148,000t、主砲49口径53cm連装4基8門、副砲15cm連装18基36門、高角砲10.5cm連装30基60門、28kt。
    - フォン・ヒンデンブルグ：ニューヨーク沖海戦時のドイツ北米艦隊旗艦。「播磨」に挑むも撃沈された。
    - デア・フリート・ランデル

  - 鹵獲戦艦
    - フォン・ブラウヒッチュ：元英国海軍クイーン・エリザベス級戦艦「ヴァリアント」。各種改装が施されている。太平洋艦隊への増援としてパナマへ向かった。

  - ケッテン / SS-X：仮称X級戦艦。名前だけの存在だった超大型戦艦計画。なお、ケッテンとは無限軌道の意味である。
- 巡洋戦艦
  - シャルンホルスト級巡洋戦艦：1944年から1946年にかけての大改装で主砲を54.5口径28cm連装砲塔から47口径38cm連装砲塔に換装している。全長約230m、基準排水量34,000t、主砲47口径38.1cm砲連装3基6門、副砲55口径15cm連装3基6門、31kt。
    - シャルンホルスト：「北ノ暴風」作戦時は高海艦隊に所属。
    - グナイゼナウ：第三次世界大戦開戦時は東方艦隊アーリア支隊に所属、「北ノ暴風」作戦時には高海艦隊に所属。

  - バルバロッサ級巡洋戦艦：全長257m、基準排水量36,500t、主砲47口径38.1cm砲連装3基6門、副砲55口径15cm連装3基6門、33.8kt。当初は通商破壊戦への投入を念頭に置いた比較的軽装甲の32,000t級巡洋戦艦として設計されていたが、日本を仮想敵とした事で装甲と機関を中心に大幅な改設計が行われた。
    - バルバロッサ：第三次世界大戦開戦時は北米艦隊に所属。その後も北米艦隊に所属し続けたようだが、ニューヨーク沖海戦において沈没。
    - シュリーフェン：第三次世界大戦開戦時は東方艦隊アーリア支隊に所属。1951年の「北ノ暴風」作戦には参加していないことから、その間に失われたと思われる。
    - ビューロー：第三次世界大戦開戦時の所属は不明。1951年の「北ノ暴風」作戦には参加していないことから、その間に失われたと思われる。
    - マッケンゼン：「北ノ暴風」作戦時、第1航空戦隊に所属。
    - ヨルク：「北ノ暴風」作戦時、第1航空戦隊に所属。
- 航空母艦
  - 正規空母
    - エーリッヒ・レーヴェンハルト：Z計画追加案によって就役したドイツ海軍初の正規空母。基本的にグラーフ・ツェペリン級を拡大した設計で、巡洋艦の攻撃に耐えられる装甲と通商破壊艦として使用できるだけの火力を有していた。空母としては排水量43000トン、搭載機60機と必要十分な性能を有していたが、カリブ海での海戦で沈没した。
    - フォン・リヒトホーフェン級：排水量72000トン、搭載機81機。「エーリッヒ・レーヴェンハルト」をベースとして建造された正規空母。「エーリッヒ・レーヴェンハルト」の使用実績を元に、有効だと判明した飛行甲板の装甲化や防空火器の多数装備という方針を堅持しつつ、無意味であると判明した通商破壊艦としての要素を排除しており、ある意味ドイツが初めて建造した機動部隊用空母といえる。「もしドイツがこのクラスの空母を開戦時に日本の半分ほども保有していたら、戦局は全く違ったものになっていただろう」と思われるほどの艦であったが、就役した際にはドイツ海軍航空隊主力はほぼ壊滅しており、再建された航空部隊の練度も低かった。最終的に「北ノ暴風」作戦で囮の機動部隊の中核として日本の機動部隊と交戦、沈没する。
      - フォン・リヒトホーフェン：「北ノ暴風」作戦時は第1航空戦隊旗艦。
      - ヘルマン・ゲーリング：「北ノ暴風」作戦時は第1航空戦隊に所属。

    - アトランティカ級：航空重巡洋艦。全長289m(改装後294m)、基準排水量72,800t(68,500t)、33.5kt(34.8kt)。主砲50口径28cm砲3連装2基6門（アトランティカ）もしくは3連装1基3門（パシフィカ）（いずれも改装後撤去）、搭載機28機（アトランティカ）、50機（パシフィカ）（いずれも改装後62機）。実態は高速航空戦艦であり、大洋において搭載機と砲力による通商破壊戦を目的としていたが、高速戦艦と空母の要素を併せ持つ故に中途半端な性能だった。そのため2番艦の「パシフィカ」では全く別の艦と言えるほどの改正がなされたが、結局日本の正規空母群に対抗できないことが明らかとなったため、第三次世界大戦勃発後数か月で純粋な空母に改装された。その後は不明だが、1951年の「北の暴風」作戦には参加していないため、それまでの間に喪失したと思われる。
      - アトランティカ
      - パシフィカ

  - 軽空母
    - グラーフ・ツェペリン級
      - グラーフ・ツェッペリン：第三次世界大戦開戦時は東方艦隊インド洋支隊に所属、「北ノ暴風」作戦時には第1航空戦隊に所属。

    - ヴェーゼル：「北ノ暴風」作戦時には第1航空戦隊に所属。
    - ドクトル・エッケナー

  - 商船改装の軽空母
    - イェーデ：「北ノ暴風」作戦時には北米艦隊に所属。ジェット機運用能力を有していない旧世代艦であり、艦隊に随伴していたのは無いよりマシとされた上空援護能力の提供と、艦載ヘリによる昼間時の対潜哨戒能力を期待されたからであった。
    - エウロパ：「北ノ暴風」作戦時には第1航空戦隊に所属。
    - エルベ：「北ノ暴風」作戦時には第1航空戦隊に所属。
- 装甲巡洋艦
  - リュッツォー、アドミラル・シェーア、グラーフ・シュペーII、エルザス、ヘッセン、ロートリンゲン
- 重巡洋艦
  - アドミラル・ヒッパー級重巡洋艦
    - アドミラル・ヒッパー
    - ブリュッヒャー：「北ノ暴風」作戦時には高海艦隊に所属。

  - 改アドミラル・ヒッパー/プリンツ・オイゲン級重巡洋艦
    - プリンツ・オイゲン：「北ノ暴風」作戦時には北米艦隊に所属。
    - ザイドリッツ：第三次世界大戦勃発時は東方艦隊アーリア支隊に所属、「北ノ暴風」作戦時には高海艦隊に所属。

  - フェリクス・シュルツ：元合衆国海軍ボルチモア級重巡洋艦「ピッツバーグ」。太平洋艦隊への増援としてパナマへ向かった。
- 軽巡洋艦
  - ライプツィヒ、マグデブルグ、ポンメルン
  - ケーニヒスベルク級
    - ケルン

  - M級軽巡洋艦
    - コルベルク、マインツ、アウクスブルク：「北の暴風」作戦時はいずれも第1航空戦隊に所属。
- モニター艦
  - メッテルニヒ級：ヒトラーの命令で航洋能力を付与された為、一般的なモニター艦とは性格が異なる。エンジントラブルに悩まされた。全長145m、基準排水量10,080t、47口径38.1cm連装1基2門、15cm単装2基2門、10cm連装2基4門、25.8kt。
    - メッテルニヒ、タレイラン、フーシェ
- 駆逐艦
  - Z級駆逐艦
    - Z24、Z28、Z30、Z31、Z57、Z62、Z68、Z72
- 潜水艦：ヴァルター機関搭載艦が主力となっている。
  - ヴァルター機関・タービン装備型潜水艦
    - XXII型潜水艦
    - XXIV型潜水艦
    - XXVI型潜水艦
- 空中巡洋艦
  - L90級空中巡洋艦
  - L100級空中巡洋艦
    - L101
- 艦載機
  - Ta483：Ta183（フッケバイン）の艦載型である艦上ジェット戦闘機。30mm機関砲2門を備え、ツヴェルクⅡb空対空誘導弾を2発搭載可能。
  - He481A-1：ハインケル社が空軍用に開発した初の全天候単座ジェット戦闘機「He281」の艦載型。原型機はメッサーシュミット社のロビー活動などの理由で採用されなかったが、日本がレーダーを装備した全天候型艦上戦闘機の開発に成功したこと、Me262と比べてコンパクトな機体であったことから、カリブ海の消耗戦で熟練搭乗員と機体の殆どを喪失した海軍攻撃隊が新たな主力機として採用した。
  - Me462A-2：Me262A-2の艦載型である艦上ジェット攻撃機。原型機の主翼に折り畳み機能を追加した上で、欠点だった主脚強度の強化が図られている。後述するドライザックⅠを1発搭載可能であり、「北の暴風」作戦ではそれを用いて日本の機動部隊を攻撃するが、誘導方式が仇となって多数が撃墜される。
- 空対空ミサイル
  - ツヴェルクⅡb：赤外線誘導式空対空誘導弾。
- 空対艦ミサイル
  - ドライザックⅠ：Hs293を手掛けたヘンシェル社が開発・製造した、弾頭重量250kg・有効射程15kmの空対艦誘導弾。推進方式はロケットモーターで、誘導方式には発射母機から目標に照射されるレーダー波の反射を捉えて目標へ飛行するセミアクティブレーダー誘導を採用している。

#### 空軍
- 戦闘機
  - メッサーシュミットMe262
  - フォッケウルフ・タンクTa152H:全長10.8m、全幅14.4m、30mm機関砲1門、20mm機関砲2門を備えた単発戦闘機。列強各国のジェット機実用化に伴い制空戦闘機から汎用戦闘機に切り替わりつつあるが、この時代のジェットエンジンが未成熟である事から加速能力ではジェットエンジン搭載機を上回る性能を示す。
  - フォッケウルフTa183(フッケバイン)
  - ドルニエDo435A
- 爆撃機
  - アラドAr234
  - メッサーシュミットMe264C:エンジンを排気タービン付BMW80TQx4に換装した大型爆撃機。全長21m、全幅42m、500kg爆弾x4、20mm機銃x2、13mm機銃x3、540km/h。
- 空中警戒管制機
  - アラドAr234C-LRKII：Ar234の数多い派生型のうち、エンジンを4発化したAr234Cシリーズの夜間戦闘機型の発展形であるAr234C-9LRKを改造した空中警戒管制機。早期警戒任務を更に重視し、原型となったLRKの欠点である捜索方位や探知距離の改善が図られた機体で、1948年末時点で最も優れた性能を有する空中警戒管制機だった。また、重量増大と任務の変化によって、固定武装を全廃している。全長12.9m、全幅14.4m、最大速度720km/h、作戦行動半径630km（増槽搭載時850km）。
- 輸送機
  - ユンカースJu252D
- 試験機
  - ユンカースJu52地上制圧試験機（フーゴー):北米総軍・第5航空艦隊が対ゲリラ戦を考慮して、輸送機に火砲を搭載して独自開発した試作対地制圧機。

#### 宇宙軍
- 機動戦艦
  - フォン・ブラウン：第四次世界大戦終結直後に、二十年前に故障した人工衛星と衝突、大破した。

また、直接的な関連性は不明だが、短篇「晴れた日はイーグルにのって」で描かれた本作の世界では、「Ta375Bシュトルムアドラー」という単発ジェット戦闘機が第四次世界大戦に参加しているほか、「ツヴェルクⅢ赤外線誘導弾」という空対空ミサイルが同機に搭載された状態で登場する。

### 英連邦

#### 陸軍
- Mk.IV チャーチル歩兵戦車

#### 海軍
- 戦艦
  - キングジョージV世級戦艦：50口径35.6cmの主砲を装備した戦艦。三基の主砲塔のうち、一番、三番は四連装、二番は二連装、計十門という特徴的な配置を持つ。
    - キングジョージV世
    - プリンス・オブ・ウェールズ：ニューヨーク沖海戦でドイツ北米艦隊と交戦。
    - デューク・オブ・ヨーク：ドイツ軍により完成。
    - アンソン：ドイツ軍により完成。
    - ハウ：船台上で破壊。
- 航空母艦
  - イラストリアス級航空母艦
    - イラストリアス
    - ヴィクトリアス：ドイツ軍により完成。
    - フォーミタヴル：ドイツ軍により完成。
    - インドミタヴル：船台上で破壊。
    - 五番艦：名称不明、未着工。
    - 六番艦：名称不明、未着工。
- 駆逐艦
  - オーク：英連邦に供与された日本海軍の松級護衛駆逐艦のうちの一艦。
  - C級駆逐艦
    - フレイザー
- 艦載機
  - 艦上雷撃戦闘機
    - ブラックバーン・ファイアブランド
    - ブラックバーン・ファイアクレスト:日本製MK9Eエンジンを搭載したファイアブランドの改良型。

### アメリカ合衆国

#### 陸軍
- 戦車
  - M4中戦車

#### 海軍
- 戦艦
  - コロラド級戦艦
    - コロラド、メリーランド

  - ノースカロライナ級戦艦
    - ノースカロライナ、ワシントン
- 航空母艦
  - レキシントン級航空母艦
    - レキシントン：ニューヨーク沖海戦時点で生き残っている唯一のアメリカ海軍空母。
    - サラトガ

  - レンジャー級航空母艦
    - レンジャー

  - ヨークタウン級航空母艦
    - ヨークタウン、エンタープライズ、ホーネット:ノーフォークへの反応兵器攻撃により沈没。

  - ワスプ級航空母艦
    - ワスプ:ノーフォーク沖で独潜の雷撃により沈没。
- 重巡洋艦
  - ニューオーリンズ級重巡洋艦
    - アストリア、クインシー、ヴィンセンス

  - ウィチタ級重巡洋艦
    - ウィチタ
- 駆逐艦
  - マハン級駆逐艦
  - グリーブス級駆逐艦
    - ベッドフォード

#### 空軍
- 戦闘機
  - ロッキードP80 シューティングスター

### イタリア

#### 海軍
- 戦艦
  - レパント級戦艦：1944年度計画艦。全長267m、基準排水量48,500t、30kt、主砲50口径40cm3連装3基9門、副砲55口径15.2cm3連装4基12門。地中海を活動領域としていた性格上、本格的な外洋作戦に適合していなかったイタリア海軍艦艇の問題を解決すべく建造された最初の戦艦。主砲・装甲共にイタリア海軍戦艦最強であり、イタリア海軍の新時代を象徴する存在として大いに期待される存在だったが、その能力は日独の戦艦と比べ弱体で列強の巡洋戦艦的性格が強い。なお、命名基準はイタリア海軍が勝利した海戦の名だが、16世紀のレパントの海戦以来イタリア海軍が勝利した実績が無かったため、2番艦は紀元前のアクティウムの海戦から取らざるを得なかったという笑い話がある（実際にはイタリア海軍が勝利した海戦は他にもあるが、作中においてイタリア人自身も忘れるほどの小規模な海戦だったとされている）。
    - レパント：第二次インド洋海戦（イタリア側呼称：中部インド洋海戦）でイタリア東洋艦隊旗艦として参戦し、日英艦隊との戦闘で沈没。
    - アクティウム：第二次インド洋海戦当時、ナポリで艤装中。

  - ヴィットリオ・ヴェネト級戦艦：世界初の条約型戦艦。全長約238m、基準排水量43,000t、50口径38cm3連装3基9門、55口径15cm連装4基8門、30kt。
    - ヴィットリオ・ヴェネト、リットリオ、ローマ、インペロ

  - カイオ・デュリオ級戦艦：1915年に一番艦が竣工し、1930年代に大改装を受けた旧式戦艦。第三次世界大戦における使用実績は芳しくなく、手間のかかる水中防御構造は失敗だったとされる。全長約187m、基準排水量28,700t、44口径32cm連装2基・3連装2基10門、45口径13.5cm3連装4基12門、27kt。
    - カイオ・デュリオ
    - アンドレア・ドリア
- 航空母艦
  - アクィラ級航空母艦
    - アクィラ：インド洋で日英艦隊を空襲しようとするも、艦載機隊は対空砲火で壊滅させられる。
- 重巡洋艦
  - フランチェスコ・フェレッチオ
  - マルコ・ポーロ
  - テリヴィーレ級重巡洋艦:1945年度計画艦。全長200m、基準排水量12,600t、50口径20cm連装4基8門、10cm連装10基20門。イタリア艦としては装甲と航続距離が長いが列強海軍の重巡洋艦に比べるとこの点で劣っている。
    - テリヴィーレ、ガランデュオーモ

  - トレント級重巡洋艦
    - トレント、トリエステ

  - ザラ級重巡洋艦
    - ゴリツィア

  - ボルツアーノ級重巡洋艦
    - ボルツアーノ
- 軽巡洋艦
  - エトナ、ヴェスビオス、コンスタンツォ・チノア、ヴェネチア、アブルッチ、ジュゼッペ・ガリバルディ、クラウディオ・ティベリオ

### ヴィシー・フランス

#### 海軍
- 戦艦
  - リシュリュー級戦艦
    - リシュリュー
    - ジャン・バール

  - 改リシュリュー級戦艦
    - クレマンソー
    - ガスコーニュ：ベルファスト沖海戦で撃沈。

  - ペタン級戦艦
    - ペタン：イギリス海軍クイーン・エリザベス級戦艦「マレーヤ」をドイツより譲渡。
- 航空母艦
  - ジョッフル級航空母艦
    - ジョッフル：「北ノ暴風」作戦に参加するも、まともな艦載機を与えられていない被害担任艦扱いであった。
- 重巡洋艦
  - サン・ルイ級重巡洋艦
    - サン・ルイ
- 軽巡洋艦
  - ド・グラース級軽巡洋艦
    - ド・グラース

  - エミール・ベルタン級軽巡洋艦
    - エミール・ベルタン

## 登場人物

### 日本
- 平野茂：陸軍大尉。プロローグに登場。第四次世界大戦を北米東西分割線沿いに展開する陸軍部隊所属として迎える。
- 清水貞樹：海軍主計中尉。加藤、森井と同期(コレス)。主計士官として「高千穂」を初めとする艦船に乗艦。「初雪」では対潜兵器まで用いたドイツ戦車隊への攻撃を指揮する。
- 加藤伸郎：海軍中尉。清水、森井と同期(コレス)。第1聯合陸戦師団の戦車隊に所属し、ソコトラ島の戦いに参加。
- 森井俊之：海軍中尉。清水、加藤と同期(コレス)。空母天城を始めとする対地空母戦闘航空隊に所属。
- 鹿内靖：統合航空軍中尉。北米で対地攻撃に活躍。負傷により操縦資格を失い、前線航空統制官を経て、統合情報局に転じる。
- 山田道夫：統合航空軍中尉。北米で対地攻撃に活躍。
- 藤田智広：陸軍中尉。カナダに派遣された陸軍の士官。
- 菅沼拓三：海軍中尉。日英共同護衛戦隊「タイフーン」に連絡将校として参加するが、成り行きから首席幕僚になる。
- 大島浩郎：個人的理由により予備役になっていたものの、戦争の勃発により復帰、駆逐艦艦長となる。ソコトラ島を巡る戦闘時には清水が部下として配属されている。
- 高梨俊一：博士号を持つ法務士官として、ソコトラ島の戦闘に参加。その後、北米大陸に送られ、反応弾で焼かれたロサンジェルスを視察。パナマでは戦時国際法の専門家として汎米国際会議に出席する。
- 栗田健男：開戦前の連合艦隊司令長官（GF長官）。本作でも艦船勤務を中心とした生粋の水雷屋であると書かれている。ドイツとの総力戦が迫った当時、戦時の指揮官には向かないと当時の海軍大臣：山本五十六に面前ではっきりと指摘され、実質的に更迭される。なお史実の栗田は海軍大学校乙種卒業者であり、連合艦隊司令長官となる事ができない（史実では大正時代以降のGF長官は海大甲種卒業者）。本作中で司令長職になった理由として、栗田に司令長官職の罷免という屈辱を与える事を目的とした時間犯罪者：佐藤大輔による改変ではないかと噂される（佐藤は、個人的嗜好を理由に些細な改変を行なう癖があるとタイムパトロールに指摘されており、一方で栗田を無能と敵視している）。
- 本郷義昭 ：陸軍中佐。情報畑が長く、北米にてH機関を指揮する。山中峯太郎の小説の同名の主人公がモデル。
- 田所雄介 ：海軍大佐。日本の核開発計画（D計画）の推進で大きな役割を果たす。
- 真田忠道 ：海軍少将。統合軍令本部付として枢軸軍の戦略立案に関わる。『侵攻作戦パシフィック・ストーム』に同名の人物が登場する。
- 藤堂明 ：海軍中佐。開戦直後に現役に復帰し、砲術学校教官を経て第1艦隊砲術参謀に就任する。『征途』に同名の人物が登場する。
- 野中五郎 ：海軍中攻隊を指揮した後、統合航空軍の戦略航空軍司令官に転じる。
- 大井篤 ：大西洋の戦いで、船団護衛部隊を指揮する。
- 佐藤大輔 ：軍事評論家。日本の政策を批判的に見ている。裏の顔は史上最悪の時間犯罪者で真の生年は1964年とされる。軍事的視点の外乃木希典などに対する個人的怨恨を動機に、タイムマシンを不正使用し『レッドサン ブラッククロス』世界を創造、真の自由主義を標榜して多数の犯罪者を育成、タイムパトロールに指名手配されている。現実世界の佐藤大輔に極めて類似し関係が疑われている。
- ジーク ：平行世界（『征途』）からの転生者。第四次世界大戦に従軍。
- 小野寺剛士 ：平行世界からの転生者。高校生。魔法が登場するファンタジー世界とも行き来している。
- 幽霊 ：『レッドサン ブラッククロス』世界にはこの世に未練が残る幽霊も存在し、小野寺等と合わせ『皇国の守護者』より更に多彩な広がりを見せる。

### ドイツ
- アドルフ・ヒトラー：第三帝国初代総統
- ヨーゼフ・ゲッベルス：宣伝相。
- ラインハルト・ハイドリッヒ：親衛隊国家保安本部長官。冷酷で有能な合理主義者。後に第三代総統になる。
- エルヴィン・ロンメル：陸軍元帥・西方総軍司令官。ヒトラーのお気に入りで国民の英雄。勇猛な野戦指揮官だが、兵站を軽視して無茶な指揮をとると将校以上からは批判されている。後に第二代総統になる。
- ヨアヒム・フォン・リッベントロップ：外相。汎米会議にドイツ側代表として参加する。
- エーリッヒ・フォン・マンシュタイン：陸軍元帥。第三次世界大戦開戦時には北米総軍司令官として北米大陸での作戦指揮を担当した。
- ヴァルター・シェレンベルク：親衛隊（SS）少将・国家保安本部第4局長。ハイドリッヒの最も有能な部下。
- アーダルベルト・フォン・ギースラー：海軍大佐。ギースラー兄弟の長男。第三次世界大戦開戦時は東方艦隊第7戦隊参謀長。
- パウル・フォン・ギースラー：陸軍少佐。ギースラー兄弟の次男。第三次世界大戦開戦時はグロス・ドイッチェラント師団に所属していた。
- ゴッドハルト・フォン・ギースラー：空軍中尉。ギースラー兄弟の3男。第三次世界大戦開戦後に北米に進出した。
- オットー・フォン・レヴィンスキー：海軍大佐。第三次世界大戦開戦時は巡洋戦艦「バルバロッサ」、その後は戦艦「フォン・ヒンデンブルク」でそれぞれ艦長を務めた。ニューヨーク沖海戦にて戦死。
- ゲオルク・ジークフリート・ノルトマン：海軍大佐。第三次世界大戦開戦時、空母「グラーフ・ツェペリン」艦長を務めた。その後少将に昇進し、「北ノ暴風」作戦時は第1航空戦隊司令官を務めた。
- ロルフ・ゼルメカ
- カール・テクトマイヤー：海軍大尉。Uボート艦長。
- パウル・シュレーデル
- エアハルト・フラー
- ヴォルフガング・アイゼン
- オズヴァルド・ヴィンター：海軍中佐・空母「フォン・リヒトホーフェン」戦闘飛行隊隊長。
- オスカー・クメッツ：海軍大将。「北ノ暴風」作戦時は北米艦隊司令官であり、独仏合同艦隊を指揮したがベルファスト沖海戦で戦死。
- オットー・チリアックス：海軍大将。「北ノ暴風」作戦時の高海艦隊司令官。
- オットー・シュニーヴィント：海軍大将。

### 英連邦
- チャールズ・エヴェレット・ヒース：海軍中佐・駆逐艦「オーク」艦長。全滅した本来の護衛部隊司令部に変わって日英共同護衛戦隊「タイフーン」を指揮する。
- バーナード・コックス：海軍大尉・駆逐艦「オーク」副長。
- ジョージ・スマイリー：SIS連絡官
- ウィンストン・チャーチル：実在の人物としては作品内での登場機会が多い。

### 合衆国
- ウィリアム・パトリック・ヒトラー：海軍中佐・駆逐艦「ベッドフォード」艦長。ヒトラーの甥だが思想も信条も異なる。
- アリス・シェルドン：合衆国陸軍情報部連絡将校。SF作家ジェイムズ・ティプトリー・Jr.が情報関係の軍務に就いていたことにちなむ。

## 各巻題名など
- 『戦艦大和夜襲命令』（徳間文庫）収録「戦艦《フリードリヒ》を撃沈せよ」　ISBN 4195676770

本編3巻の前半に相当するエピソード。この時点ではまだゲーム版の設定を引きずっている。
- 『レッドサン ブラッククロス 1 合衆国侵攻作戦』（徳間文庫） ISBN 4198900434
- 『レッドサン ブラッククロス 外伝1』（徳間書店新書） ISBN 4198501424

『奇想艦隊』3号〜6号初出。
- 『地の王、空の勇』（徳間書店新書。佐藤のアンソロジーに本作の世界が顔を見せる。）	ISBN 4198501319
- 『レッドサン ブラッククロス 2 迫撃の鉄十字』（徳間文庫） ISBN 4198901244
- 『レッドサン ブラッククロス 3 反撃の旭日旗』（徳間文庫） ISBN 4198901864
- 『レッドサン ブラッククロス 4 作戦グスタフ発動』（徳間文庫） ISBN 4198902690

巻末に短編一本収録（『奇想艦隊』7号初出）。
- 『レッドサン ブラッククロス 5 第二戦線崩壊』（徳間文庫） ISBN 4198903964
- 『レッドサン ブラッククロス 6 インディアン・ストライク』（徳間文庫） ISBN 4198904766
- 『レッドサン ブラッククロス 7 バーニング・アイランド』（徳間文庫） ISBN 4198905789
- 『レッドサン ブラッククロス 外伝2』（徳間書店新書） ISBN 4198501696
- 『レッドサン ブラッククロス 外伝3』（徳間書店新書） ISBN 4198503036
- 『レッドサン ブラッククロス 秘録』（徳間書店新書） ISBN 4198502560

作品世界内で発行された実録戦記という設定で、ノーマン・スピンラッドの『鉄の夢』同様、本の中に別の本を一冊丸ごと収録したメタ的な構成。
- 『レッドサン ブラッククロス 密書』（徳間書店新書） ISBN 419850346X

短編二本と評論・データ集など。各章の筆者は作者の友人知人（作中にも実名で出演している）の名義となっており、佐藤の依頼により書かれた。
- 『レッドサン ブラッククロス 死戦の太平洋 上』（中央公論社新書） ISBN 4125005508
- 『レッドサン ブラッククロス 死戦の太平洋 下』（中央公論社新書） ISBN 4125006172
- 『レッドサン ブラッククロス 1 合衆国侵攻作戦』（中央公論社新書） ISBN 4125006911

文庫版に短編二本を追加。
- 『レッドサン ブラッククロス 2 迫撃の鉄十字』（中央公論社新書） ISBN 4125007136

文庫版に短編二本を追加。
- 『レッドサン ブラッククロス パナマ侵攻 1』（中央公論社新書） ISBN 4125006407
- 『レッドサン ブラッククロス パナマ侵攻 2』（中央公論社新書） ISBN 4125006520
- 『戦艦播磨の生涯』（中央公論社新書『パナマ侵攻 2』で取材開始と発表されたが計画中止となった）
- 『レッドサン ブラッククロス 外伝 戦艦ヒンデンブルグの最期』（徳間文庫） ISBN 419891737X

新書版の外伝1に短編一本を追加。
- 『レッドサン ブラッククロス 外伝 爆撃目標、伯林!（ターゲット、ベルリン!）』（徳間文庫） ISBN 4198917493

新書版の外伝2に短編一本を追加。
- 『レッドサン ブラッククロス 外伝 フリードリヒ大王最後の勝利』（徳間文庫） ISBN 4198917639

新書版の外伝3に短編一本を追加。
- 『レッドサン ブラッククロス I』（中央公論社新社） ISBN 9784120053269

本篇1「合衆国侵攻作戦」・本篇2「迫撃の鉄十字」・本篇3「反撃の旭日旗」を収録。
- 『レッドサン ブラッククロス II』（中央公論社新社） ISBN 9784120053528

本篇4「作戦グスタフ発動」・本篇5「第二戦線崩壊」・本篇6「インディアン・ストライク」・本篇7「バーニング・アイランド」を収録。
- 『レッドサン ブラッククロス III』（中央公論社新社） ISBN 9784120053726

本篇8「死戦の太平洋1」・本篇9「死戦の太平洋2」・本篇10「パナマ侵攻1」・本篇11「パナマ侵攻2」を収録。
- 『レッドサン ブラッククロス 全短篇』（中央公論社新社） ISBN 9784120054112

短編27本を収録。